# The Katzenjammer Kids in School
The Katzenjammer Kids in School è un cortometraggio muto del 1898. Il nome del regista non viene riportato nei credit del film che fu la prima trasposizione per lo schermo dei popolari personaggi creati dal fumettista Rudolph Dirks.

## Trama
In una scuola di campagna, la maestra esce dall'aula. Subito due alunni discoli le preparano una trappola, tendendo una corda nel corridoio dove la malcapitata andrà inevitabilmente a inciampare.

## Produzione
Il film fu prodotto dall'American Mutoscope Company.

## Distribuzione
Distribuito dall'American Mutoscope Company, il film - un cortometraggio di 44,81 metri che venne registrato al copyright con il titolo Katzenjammer Kids and School Marm - uscì in sala nel luglio 1898.